# Chénelette

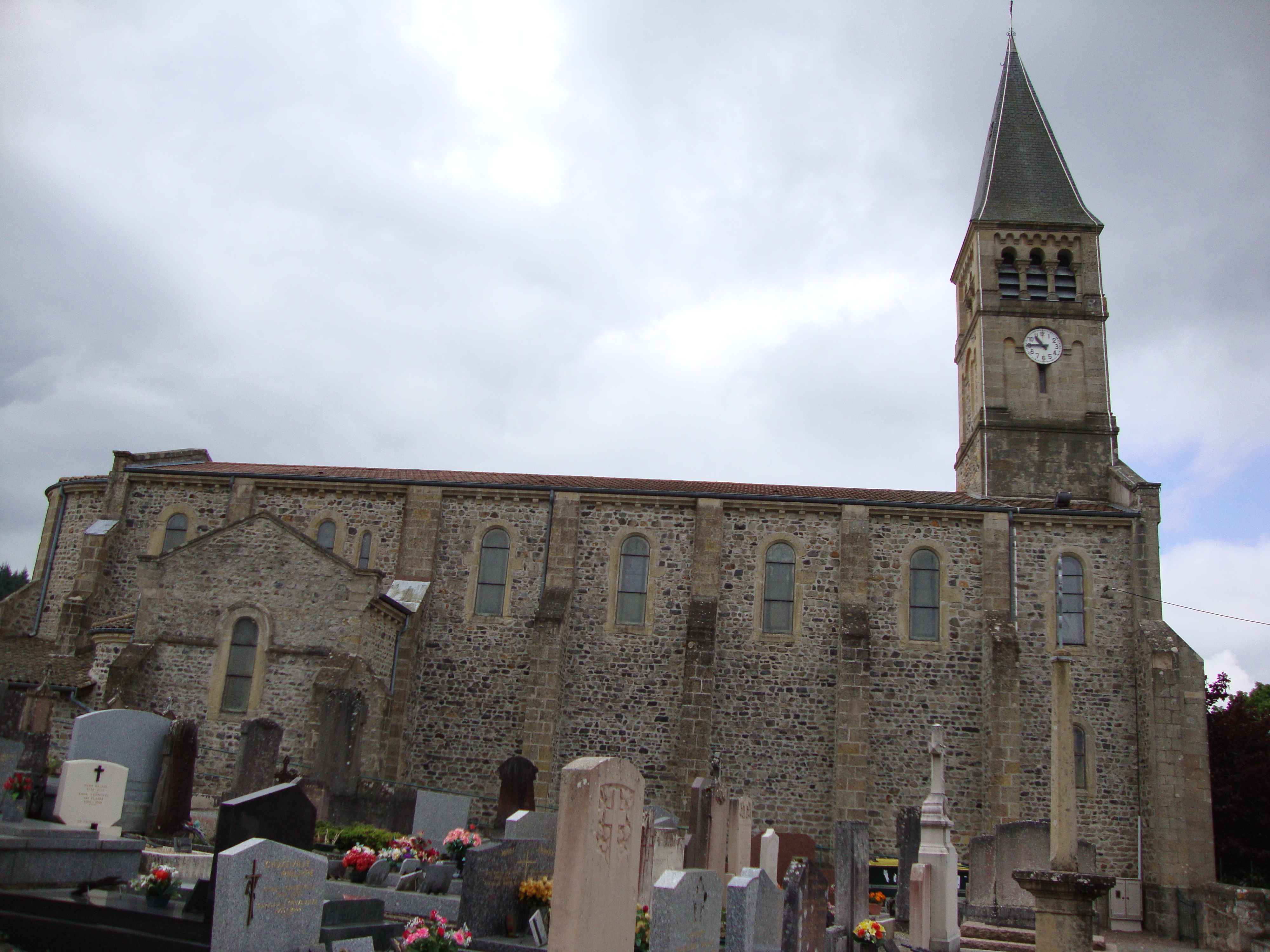
Kościół w Chénelette, 2010

Chénelette – miejscowość i gmina we Francji, w regionie Owernia-Rodan-Alpy, w departamencie Rodan.
Według danych na rok 1990 gminę zamieszkiwały 284 osoby, a gęstość zaludnienia wynosiła 26 osób/km² (wśród 2880 gmin regionu Rodan-Alpy Chénelette plasuje się na 1345. miejscu pod względem liczby ludności, natomiast pod względem powierzchni na miejscu 1053.).